# Vela als Jocs Olímpics d'estiu de 1956
Als Jocs Olímpics d'Estiu de 1956 celebrats a la ciutat de Melbourne (Austràlia) es disputaren cinc proves de vela. La competició se celebrà entre els dies 26 de novembre i 5 de desembre de 1956 a la Badia de Port Phillip.
Hi participaren un total de 154 regatistes, tots ells homes, de 28 comitès nacionals diferents.

## Resum de medalles
| Prova               | Or                                                                  | Argent                                                                      | Bronze                                                                |
| 5.5 metres Detalls  | Suècia · Rush VLars Thörn · Hjalmar Karlsson · Sture Stork          | Regne Unit · VisionRobert Perry · Neil Keenedy · John Dillon · David Bowker | Austràlia · BuraldooJock Sturrock · Devereaux Mytton · Douglas Buxton |
| Dragon Detalls      | Suècia · Slaghöken IIFolke Bohlin · Bengt Palmquist · Leif Wikström | Dinamarca · TipOle Berntsen · Cyril Andresen · Christian von Bülow          | Regne Unit · Blue BottleGraham Mann · Ronald Backus · Jonathan Janson |
| Sharpie Detalls     | Nova Zelanda · JestPeter Mander · Jack Cropp                        | Austràlia · Falcon IVRoland Tasker · John Scott                             | Regne Unit · ChucklesJasper Blackall · Terence Smith                  |
| Classe Finn Detalls | Paul Bert Elvstrøm                                                  | André Nelis                                                                 | John Marvin                                                           |
| Classe Star Detalls | Estats Units · KathleenHerbert Williams · Lawrence Low              | Itàlia · MeropeAgostino Straulino · Nicolò Rode                             | Bahames Gem IVDurward Knowles Sloan Farrington                        |

## Medaller
| Posició | País         | Or | Argent | Bronze | Total |
| 1       | Suècia       | 2  | 0      | 0      | 2     |
| 2       | Dinamarca    | 1  | 1      | 0      | 2     |
| 3       | Estats Units | 1  | 0      | 1      | 2     |
| 4       | Nova Zelanda | 1  | 0      | 0      | 1     |
| 5       | Regne Unit   | 0  | 1      | 2      | 3     |
| 6       | Austràlia    | 0  | 1      | 1      | 2     |
| 7       | Bèlgica      | 0  | 1      | 0      | 1     |
| 7       | Itàlia       | 0  | 1      | 0      | 1     |
| 9       | Bahames      | 0  | 0      | 1      | 1     |